# بن
بُن (به آلمانی: Bonn) یکی از شهرهای آلمان در ایالت نوردراین-وستفالن است که بر کرانه رود راین بنا شده است. این شهر از پایان جنگ جهانی دوم تا زمان اتحاد آلمان شرقی و آلمان غربی در اکتبر ۱۹۹۰، پایتخت کشور آلمان غربی بود.

## شهرهای خواهر
بن با شهرهای زیر خواهر است:
- ۱۹۴۷  آکسفورد، بریتانیا[۱][۲]
- ۱۹۸۸  پوتسدام، آلمان[۱][۳]
- ۱۹۹۱  بوداکف، مجارستان[۱]
- ۱۹۹۳  مینسک، بلاروس[۱][۴]
- ۱۹۹۶  لاپاز، بولیوی[۱]
- ۱۹۹۷  اوپوله، لهستان[۱][۵]
- ۲۰۰۹  چنگدو، چین
- ۲۰۱۲  کیپ کاست، غنا
- ۲۰۱۳  زالتسبورگ، اتریش[۱]
- ????  آویرو، پرتغال[۱]
- ????  یوگیاکارتا، اندونزی[۱][۶]
- ????  میقکوقت، فرانسه
- ????  ویامومب، فرانسه
- ۲۰۱۷ تل‌آویو
- ????  یالوا، ترکیه